# Orrstown, Pennsylvania
Orrstown là một thị trấn thuộc quận Franklin, tiểu bang Pennsylvania, Hoa Kỳ. Năm 2010, dân số của thị trấn này là 262 người.